# August Asmuth

August Asmuth

August Asmuth (* 22. Mai 1884 in Wesel; † 4. Mai 1935 in Köln) war ein deutscher Politiker (Zentrum).
Nach dem Besuch der Volksschule und von Gymnasien in Hagen und Hamm, wo er die Mittlere Reife erwarb, trat Asmuth 1900 in den Reichspostdienst ein. 1918 wurde er Vorsitzender des Verbandes katholischer Beamtenvereine Deutschlands. 1919 wurde er Stadtverordneter in Köln.
Bei der Reichstagswahl vom Juli 1932 wurde Asmuth – der in seinem Beruf mittlerweile den Rang eines Oberpostinspektors in Köln erreicht hatte – als Kandidat des Zentrums für den Wahlkreis 20 (Köln-Aachen) in den Reichstag gewählt, dem er zunächst bis zu den Wahlen vom November desselben Jahres angehörte. Bei der Reichstagswahl vom März 1933 wurde Asmuth erneut ins Parlament gewählt, dem er diesmal bis zum November 1933 angehörte. Das wichtigste parlamentarische Ereignis, an dem Asmuth während seiner Abgeordnetenzeit beteiligt war, war die Verabschiedung des Ermächtigungsgesetzes, das unter anderem auch mit seiner Stimme beschlossen wurde. Die verantwortlichen Politiker des Zentrums hofften, mit der Unterstützung des Ermächtigungsgesetzes noch einigermaßen friedlich eine demokratische Basis im Parlament erhalten zu können, während sie in einer Ablehnung eine Gefahr für zuvor von Hitler zugesicherte Garantien sahen.

## Schriften
- Die Beamtenschaft am Scheidewege? Eine kritische Betrachtung der deutschen Beamtenbewegung, Köln 1920.